# Stipa subplumosa
Stipa subplumosa är en gräsart som beskrevs av Fidel Antonio Roig. Stipa subplumosa ingår i släktet fjädergrässläktet, och familjen gräs. Inga underarter finns listade i Catalogue of Life.